# Amphipoea intermedia-albo
Amphipoea intermedia-albo là một loài bướm đêm trong họ Noctuidae.